# Guam az olimpiai játékokon
Guam az 1988-as első szereplése óta az összes nyári olimpiai játékokon részt vett, de sportolói még nem szereztek érmet. Guam 1988-ban részt vett a téli olimpiai játékokon is.
A Guami Nemzeti Olimpiai Bizottság 1976-ban alakult meg, a NOB 1986-ban vette fel tagjai közé.